# Karl von Werther
Karl Anton Philipp von Werther (Königsberg, 31 de enero de 1809 - Múnich, 8 de febrero de 1894) fue un barón (en Prusia, Freiherr) y diplomático alemán del Reino de Prusia que sirvió como consejero y enviado real tanto de Prusia como más tarde de la Confederación Alemana del Norte y del Imperio alemán en misiones diplomáticas en Berna (Confederación Suiza), Atenas (Reino de Grecia), Copenhague (Reino de Dinamarca), San Petersburgo (Imperio ruso), Viena (Imperio austríaco), París (Segundo Imperio francés) o Constantinopla (Imperio otomano). También fue el diplomático encargado de negociaciones de alto nivel entre Prusia y otros estados como las negociaciones de paz de Viena de 1864.
Proveniente de una familia con tradición diplomática.  Sus servicios englobaron acontecimientos históricos como la Cuestión Oriental mientras trabajaba como adjunto en la embajada en Reino Unido o la guerra egipcio-otomana mientras se encontraba en la embajada en París. En su primer destino como enviado oficial en Berna, capital de Suiza, fue muy criticado por contemporáneos prusianos suyos como Karl August Varnhagen von Ense que lo tacho de «incompetente». Estuvo destinado en Suiza hasta 1844, cuando sería enviado a Atenas, capital del Reino de Grecia con Otón I que acababa de aprobar la Constitución a la que se vio obligado a aceptar tras el golpe militar del año anterior. este destino le ocuparía hasta 1849, viviendo desde el extranjero los sucesos de la Revolución de Marzo.
En 1849 sería enviado a Copenhague, capital de Dinamarca, donde el rey Federico VII había avivado la cuestión de Schleswig-Holstein tras anunciar una reforma legal del ducado de gran presencia étnica alemana el año anterior. Aunque sus esfuerzos puedan parecer inocuos debido al estallido de la primera guerra de Schleswig (acontecida por el envío de destacamentos militares a la zona por parte de la Confederación Germánica), durante esos años convenció al Duque de Augustemburgo, Cristián Augusto II, de renunciar a sus derechos sobre los ducados de Schleswig y Holstein en favor de la Casa Real danesa para retirar posibles pretendientes del territorio en disputa entre Alemania y Dinamarca.
En 1854 recibió un nuevo destino, trasladándose esta vez a San Petersburgo, capital imperial de Rusia, especialmente para negociar la posición entre los imperios de Austria y Rusia tras la reciente Guerra de Crimea y el declive de la Santa Alianza. Se considera que Werther ejerció un papel protagónico en convencer al canciller ruso, Karl Nesselrode, de aceptar las condiciones de Paz mínimas que Reino Unido (aliado con el Imperio otomano) esperaba para concluir el conflicto. Tras el Tratado de París de 1856 se le concedió el tratamiento de Su Excelencia. Sirvió en San Petersburgo hasta 1859.
En 1859, con el estallido de la segunda guerra de Independencia italiana, Werther fue enviado a Viena, como embajador plenipotenciario de Prusia ante la Monarquía de los Habsburgo comenzando una época que le valdría el calificativo de «austrofilo» por parte de Otto von Bismarck. Werther desarrolló una amistad cercana con el primer ministro austríaco, Bernhard von Rechberg. Durante este destino representaría a Prusia en las negociaciones de paz de Viena de 1864 tras la guerra de los Ducados. Con la disolución de la Confederación Germánica y el establecimiento de la Confederación Alemana del Norte liderada por Prusia en 1866, Werther recibió los cargos oficiales de embajador de la Confederación y enviado de Prusia en Viena.
En 1869, con la muerte de Robert von der Goltz, Werther fue enviado como embajador a París. Los acontecimientos del fin de la Confederación Alemana del Norte y el paso del Segundo Imperio francés a la Tercera República francesa, supusieron el nombramiento y baja de embajadores y enviados, estando en algún momento como enviado pero siendo embajador del Imperio alemán en París su colega Harry von Arnim. Con el fin de la guerra franco-prusiana, Werther pudo regresar a Prusia, trasladándose a Múnich a la vez que dejaba el servicio activo de diplomático.
En 1874, Otto von Bismarck le devolvió brevemente al servicio activo al nombrarle embajador alemán en Constantinopla, debido a su experiencia previa con los asuntos otomanos en la guerra de Crimea. Debido a este nombramiento, Werther vivió desde la capital otomana los sucesos de la Rebelión herzegovina de 1875, participó en la Conferencia de Constantinopla, vio la sublevación de Abril y la intervención en los Balcanes de las grandes potencias europeas así como la subsiguiente guerra ruso-turca, a cuya conclusión en 1878 decidió retirarse nuevamente.
Nuevamente en Múnich, el kaiser Guillermo I le otorgó la Orden del Águila Negra el 3 de mayo de 1879, la condecoración más alta de Prusia. También se le nombró caballero honorario de la Orden de San Juan.
Falleció el 8 de febrero de 1894 en Múnich. Su colección documental, nutrida especialmente con documentos propios de 1859 a 1870 se encuentra actualmente en los Archivos Estatales Privados de Prusia en Berlín.

## Vida personal
El freiherr Karl von Werther se casó con la Gräfin Mathilde Sophie Adelheid Lobo da Silveira von Oriola (1827–1889), miembro de la casa noble prusiana de Oriola, una familia noble de origen portugués con un lejano parentesco con Alfonso III de Portugal. Los padres de ella fueron Joaquim Lobo da Silveira, séptimo conde de Oriola y Sofia Murray (hija de Johan Andreas Murray). Del matrimonio de Karl y Mathilde nacieron:
- Maximilian Wilhelm Friedrich von Werther (1847–1920), freiherr, chambelán y capitán de un regimiento del Landwehr. Se casó en primera nupcias con Isabella von Ciechowski y tras su fallecimiento en segundas nupcias con Aloisia Schmid.[5]
- Olga Auguste Julie Josephine von Werther (1853–1937), gräfin por su matrimonio con el graf Maximilian Konstantin Friedrich Alfons von Arco-Zinneberg, bisnieto de la emperatriz austriaca María Teresa I.[5]

## Distinciones
- Orden del Águila Negra ( Prusia, 3 de mayo de 1879).